# Bette Franke
Bette Franke (3 de diciembre de 1989) es una modelo neerlandesa. A los 14 años, fue descubierta por la cazatalentos Wilma Wakker en Ámsterdam, cuando se encontraba de compras con su madre.
Debutó en la pasarela de la temporada primavera 2006 en Milán como exclusiva de Jil Sander, siendo contratada posteriormente por Hermès, Emanuel Ungaro y Dries van Noten en París. Franke ha figurado en desfiles de Balenciaga, Calvin Klein, Chanel, Chloé, y Prada, entre otros. Franke ha aparecido en anuncios de Dolce & Gabbana, Oscar de la Renta, Celine, Yves Saint-Laurent y Stella McCartney.
Figuró en la portada de la revista "Avantgarde" neerlandesa en febrero de 2007, junto a Kim Noorda y Sophie Vlaming. Bette estuvo en la portada de la "Numéro" japonesa en noviembre de 2007.
Franke tiene un contrato con DNA Model Management en Nueva York, VIVA Model Management en París y Why Not model en Milán. Su agencia madre es Wilma Wakker, en Ámsterdam.
Está casado con Ilja Cornelisz; un investigador de economía y educación asentado en Ámsterdam.